# Charles M. Schulz
Charles Monroe Schulz (Mineápolis, 26 de novembro de 1922 — Santa Rosa, 12 de fevereiro de 2000) foi um cartunista americano, criador da série Peanuts e dos personagens Charlie Brown e seu cachorro da raça beagle chamado Snoopy, entre outros.
Iniciou a série de desenhos do Snoopy (Peanuts) em 2 de outubro de 1950 e os desenhou por mais de 50 anos, até se aposentar em virtude de sua doença, em 14 de dezembro de 1999. Schulz faleceu em 12 de fevereiro de 2000, vitimado por um ataque cardíaco às 21h45, com 77 anos. Sua última tira foi publicada dois dias depois, 14 de fevereiro, uma tira em que se despedia de seus fãs e de seus personagens queridos.

## Biografia

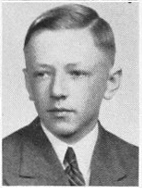
Foto do anuário de Schulz no ensino médio, 1940

Charles M. Schulz nasceu em Mineápolis, nos Estados Unidos. Era filho de Dena Schulz, uma dona de casa, e Carl Schulz, um barbeiro alemão. Cresceu na cidade de Saint Paul, capital de Minnesota.
Schulz estudou na escola de educação primária Richard Gordon de Saint Paul. Era um adolescente tímido e solitário, talvez por ser o mais jovem de sua classe na Central High School. Depois da morte da sua mãe, em fevereiro de 1943, alistou-se no Exército dos Estados Unidos, sendo enviado ao Acampamento Campbell, em Kentucky. Dois anos depois foi para a Europa lutar na Segunda Guerra Mundial como líder da esquadra de infantaria da 20º Divisão Blindada dos Estados Unidos. Depois de deixar o exército em 1945, começou a trabalhar como professor de arte na Art Instruction Inc.

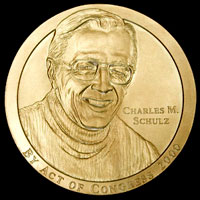
Medalha de Ouro do Congresso americano concedida postumamente a Charles Schulz.

Os desenhos de Schulz foram publicados pela primeira vez por Robert Ripley em sua coluna Ripley's Believe It or Not!. Suas primeiras tiras cômicas regulares, Li'l Folks, foram publicados entre 1947 e 1949 por St. Paul Pioneer Press. Esta vinheta também tinha um cachorro, de aspecto bastante semelhante ao Snoopy. Em 1948, Schulz vendeu a sua história ao Saturday Evening Post.
Ainda em 1948, Schulz tentou comercializar Li'l Folks ao Newspaper Enterprise Association. No ano seguinte, Schulz se juntou ao United Features Syndicate com suas melhores tiras cômicas de Li'l Folks.
Seus personagens tiveram grande êxito porque retratavam a vida cotidiana e cada um dos seus personagens escondia uma mensagem atrás de si.
Charles M. Schulz era cristão e membro da Igreja de Deus onde desenvolveu, segundo esta referência, uma coleção de cartoons intitulados "Pilares Jovens para a Igreja de Deus".
Em 28 de junho de 1996, ganhou uma estrela na Calçada da Fama de Hollywood.
Em novembro de 1999 Schulz sofreu um infarto, e depois descobriu-se que tinha um câncer que havia desencadeado uma metástase.
Schulz faleceu de infarto agudo do miocárdio às 21:45 do dia 12 de fevereiro de 2000, em Saint Rosa. Foi enterrado no Cemitério Plesant Hill, em Sebastopol.

### Tentativa de sequestro
No domingo, 8 de maio de 1988, dois homens armados com máscaras de esqui entraram na casa dos Schulzes por uma porta destrancada, planejando sequestrar Jean, mas a tentativa falhou quando a filha Jill chegou em casa, levando os supostos sequestradores a fugir. Jill chamou a polícia da casa de um vizinho. O xerife Dick Michaelsen, do condado de Sonoma, disse: "Obviamente, foi uma tentativa de sequestro e resgate. Esse foi um ato criminoso direcionado. Eles sabiam exatamente quem eram as vítimas". Nem Schulz nem sua esposa foram feridos durante o incidente.

## Autobiografia

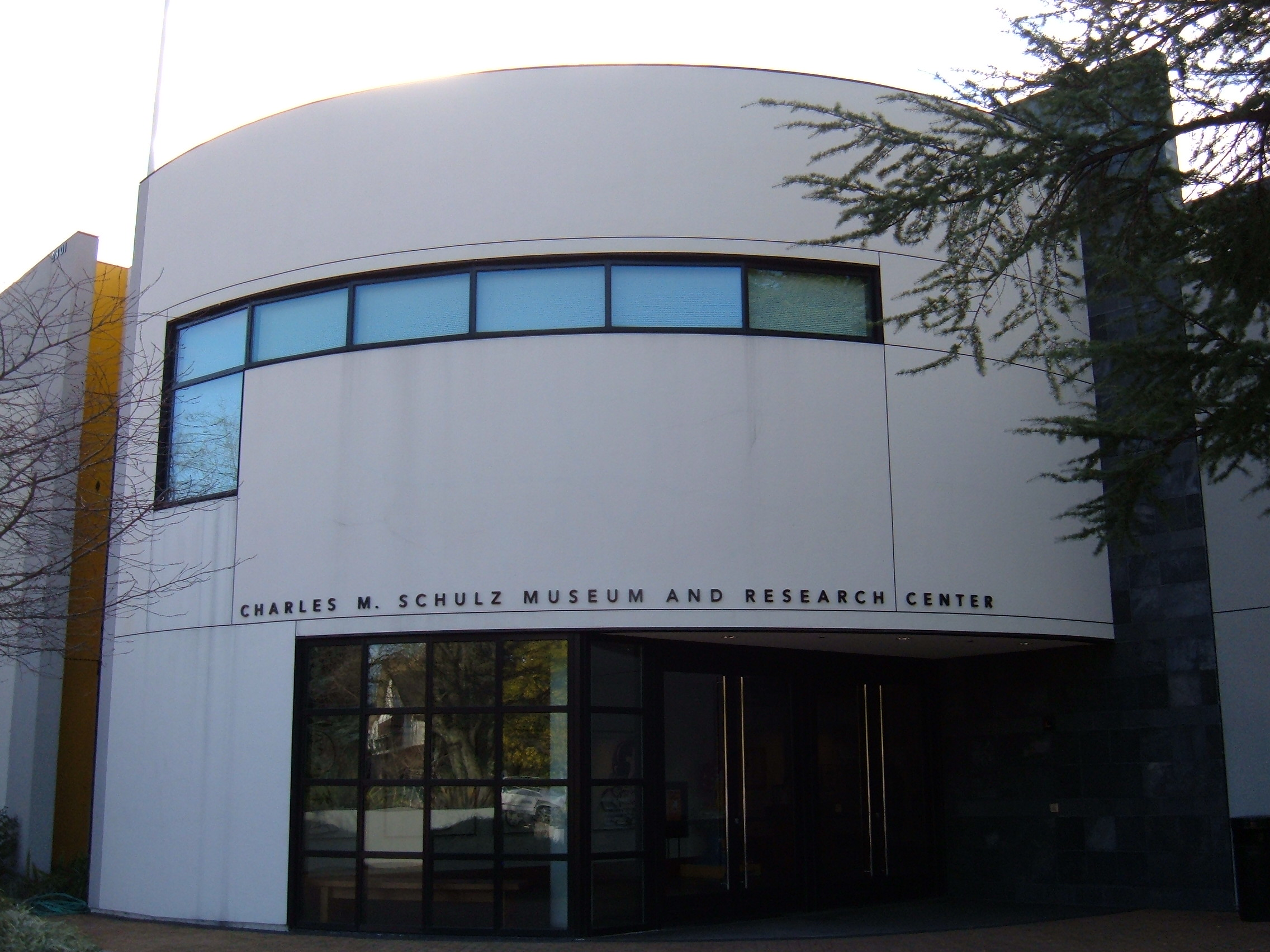
Charles M. Schulz Museum and Research Center.

A biografia "Peanuts and Schulz: A biography", escrita por David Michaelis e lançada pela editora Harper Collins, revela que muito das tiras de Snoopy são uma espécie de autobiografia de seu criador.
Seus personagens são inspirados em pessoas do cotidiano de Charles Schulz, e alguns acontecimentos são referências a fatos de sua vida.
A personagem Lucy van Pelt é um exemplo. Sua personalidade mandona, impaciente e sarcástica foi inspirada em Joyce, primeira mulher de Schulz. Em Peanuts, Lucy importunava Charlie Brown e adorava tirar do lugar a bola de futebol no momento em que o garoto iria chutar.
Quando Joyce pediu que o marido procurasse tratamento psicológico, Schulz a ironizou por meio da tirinha, onde Lucy monta um quiosque psiquiátrico de plantão.
Houve mesmo uma inatingível garota ruiva. Seu nome era Donna Mae Wold, ele a pediu em casamento em julho de 1950, e esta recusou. Ele amargou a rejeição por toda sua vida.
Patty Pimentinha foi inspirada em Patricia Swanson, prima de Schulz, ela se comportava como um "moleque", brincava de bola e não gostava de receber ordens.
Charlie Brown é o próprio Schulz na infância, um menino cujo pai falava alemão em casa e tinha uma barbearia (assim como o pai de Charlie Brown). E que por ter entrado na escola um ano antes que o correto, sempre foi o menor da classe, o mais franzino, sofria rejeição dos colegas de classe e ia mal nos esportes.